# Josh Cavallo
Joshua John Cavallo (ur. 13 listopada 1999 w Bentleigh East) – australijski piłkarz, występujący na pozycji lewego obrońcy i środkowego pomocnika w australijskim Adelaide United. Cavallo występował również w reprezentacji Australii U-20.

## Młodość
Joshua John Cavallo urodził się 13 listopada 1999 r. w Bentleigh East w Stanie Wiktoria.

## Kariera zawodowa

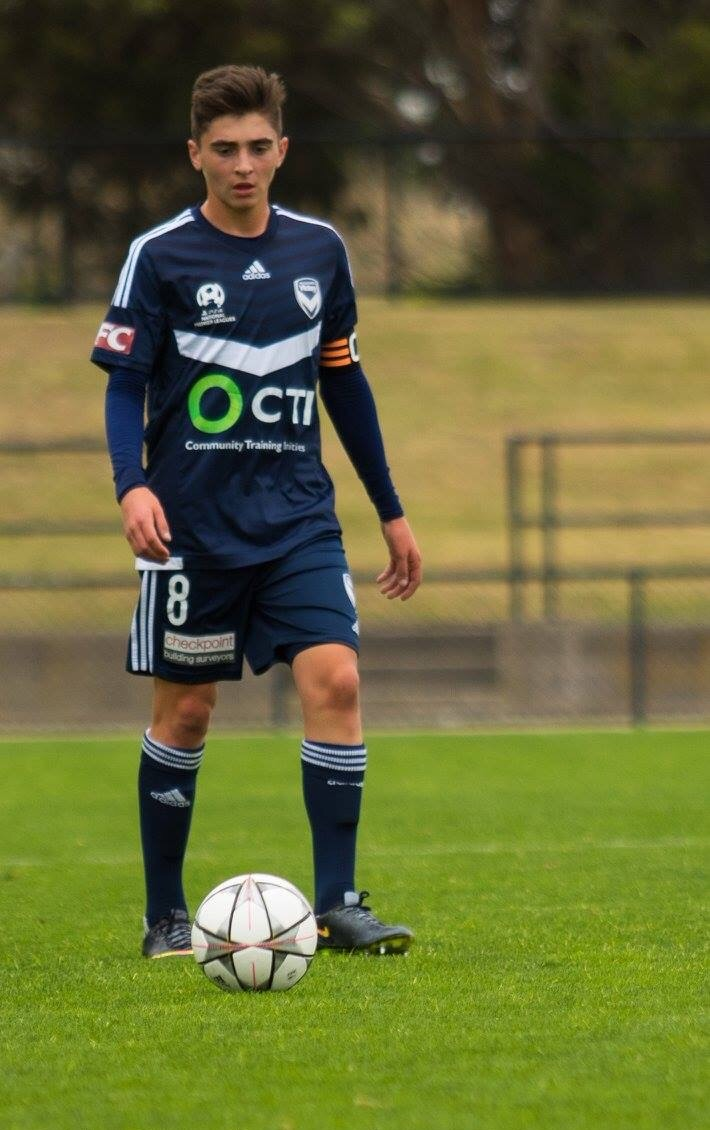
Cavallo z Melbourne Victory Youth w 2016 roku

### Kariera juniorska
Cavallo reprezentował Melbourne Victory FC Youth i Melbourne City FC Youth.

### Western United
15 kwietnia 2019 roku Melbourne City ogłosiło, że Cavallo opuści klub po wygaśnięciu kontraktu pod koniec sezonu 2018/2019.
24 czerwca 2019 nowa drużyna w A-League, Western United ogłosiła, że Cavallo dołączy do klubu przed jego inauguracyjnym sezonem. Zadebiutował 3 stycznia 2020 roku w przegranym 3:2 meczu z Melbourne City.
Western United ogłosiło, że Cavallo opuści klub 10 lutego 2021 r.

### Adelaide United
18 lutego 2021 Cavallo podpisał krótkoterminowy kontrakt na grę w Adelaide United. Po udanym występie w sezonie 2020/2021, 11 maja podpisał dwuletnie przedłużenie kontraktu i został nagrodzony nagrodą Adelaide United’s A-League Rising Star, w którym wystąpił w 15 ze wszystkich 18 meczów.

## Życie osobiste
Cavallo wyoutował się jako gej w październiku 2021 jako pierwszy profesjonalny piłkarz występujący w najwyższej klasie rozgrywkowej. W oświadczeniu powiedział: „Mam nadzieję, że dzieląc się tym, kim jestem, mogę pokazać innym, którzy identyfikują się jako LGBTQ+, że są mile widziani w społeczności piłkarskiej”.

## Statystyki kariery
| Klub               | Sezon        | Liga         | Liga  | Liga | Puchar | Puchar | Ogółem | Ogółem |
| Klub               | Sezon        | Rozgrywki    | Mecze | Gole | Mecze  | Gole   | Mecze  | Gole   |
| ------------------ | ------------ | ------------ | ----- | ---- | ------ | ------ | ------ | ------ |
| Western United FC  | 2019–20      | A-League     | 9     | 0    | –      | –      | 9      | 0      |
| Western United FC  | 2020–21      | A-League     | 0     | 0    | –      | –      | 0      | 0      |
| Western United FC  | Ogółem       | Ogółem       | 9     | 0    | –      | –      | 9      | 0      |
| Adelaide United FC | 2020–21      | A-League     | 19    | 0    | –      | –      | 19     | 0      |
| Adelaide United FC | 2021–22      | A-League     | 0     | 0    | 2      | 0      | 2      | 0      |
| Adelaide United FC | Ogółem       | Ogółem       | 19    | 0    | 2      | 0      | 21     | 0      |
| Cała kariera       | Cała kariera | Cała kariera | 28    | 0    | 2      | 0      | 30     | 0      |